# Isodontia harmandi
Isodontia harmandi är en biart som först beskrevs av Pérez 1905.  Isodontia harmandi ingår i släktet Isodontia och familjen grävsteklar. Inga underarter finns listade i Catalogue of Life.